# Italia en la Copa Mundial de Fútbol de 1994
La Selección de fútbol de Italia fue uno de los 24 equipos participantes en la Copa Mundial de Fútbol de 1994.
Los italianos, después del éxito que habían logrado en la Copa Mundial de Fútbol de 1990 donde lograron el 3.er puesto, sin haber perdido ningún partido (ya que resolvió en penales el partido contra Argentina en semifinales), los azzurri esperaban lograr el 4.º campeonato y superar al combinado brasileño y el alemán.
Italia quedó en el grupo E, junto con Irlanda, Noruega y México. El grupo parecía aparentemente sencillo para los italianos. Su primer partido contra Irlanda en Nueva York, fue un completo desastre para el combinado italiano, cuando en el minuto 11 Ray Houghton anotó en la portería de Gianluca Pagliuca, el resto del partido, siendo solo una danza, dejó a los italianos con una derrota.
Para el segundo partido, Italia se enfrentó a Noruega que había vencido a México en la primera ronda. En el minuto 21 Pagliuca fue expulsado, convirtiéndose en el primer portero expulsado de la historia. El segundo tiempo fue clave para los italianos, hasta que en el minuto 69, Dino Baggio anotó un centro de tiro libre con la cabeza que le dio la victoria a Italia. Para el tercer partido, los italianos necesitaban una victoria.
Italia en el primer tiempo metió mucho balón al área, para el minuto 48 Daniele Massaro llegó con una volea que entró en el arco del portero Jorge Campos, pero Marcelino Bernal remató para el empate. Los 4 equipos quedaron con 4 puntos, pero Noruega al tener 1 gol a favor y 1 en contra, quedó de 4.º y no clasificó.
En los octavos de final, la hasta el momento débil selección italiana se enfrentó a la sorpresa del mundial, Nigeria. Donde iniciaron perdiendo con un gol de tiro de esquina de Emmanuel Amunike en el primer tiempo, para el minuto 88 del segundo tiempo apareció en su primer gol Roberto Baggio, en el tiempo extra Baggio volvió a anotar con un tiro penal que los llevó a los cuartos de final.
Su enfrentamiento en cuartos fue la fuerte selección de España, en el minuto 25 Roberto Donadoni le pasó la pelota a Dino Baggio en el medio campo, donde lanzó la pelota y le anotó un gol a Andoni Zubizarreta el portero del FC Barcelona. Caminero anotó al recién ingresado después de la tarjeta roja, Gianluca Pagliuca. Al final del partido, Roberto Baggio llegó al área de España, donde engaño a Zubizarreta y solo frente a la portería no tuvo ningún problema en anotar la victoria. Al final, Luis Enrique Martínez pidió una falta en el área italiana que no fue concedido y por ende, la victoria de Italia.
En las semifinales, los italianos balearon a los búlgaros en todo el partido, en el minuto 20 Roberto Baggio anotó su cuarto gol, con una gran dominación que batió a Mikhailov. 5 minutos más tarde, Baggio anotó su quinto gol con un gran pase de Demetrio Albertini al área. Hristo Stoitchkov anotó un gol de penal, producto de una falta de Costacurta. Italia clasificaba a la final luego de 12 años, en esta ocasión contra Brasil.
En el Estadio Rose Bowl de Pasadena el nivel de fútbol de ambos equipos fue bajo durante todo el partido, el capitán Franco Baresi y la estrella Roberto Baggio estaban lesionados pero ganar era su sueño. En el minuto 120 quedaba 0 a 0 y se fueron a la primera tanda de penal en una final. Baresi y Massaro fallaron y Albertini y Evani anotaron, mientras Branco, Romário y Dunga anotaron y falló Márcio Santos. Roberto Baggio debía anotar para empatar y llegar a la victoria, pero su lesión no lo ayudó y tiró un penal espantoso que acabó en desastre y el 2.º puesto para Italia.

## Jugadores
| #  | Nombre                | Posición       | Edad | Part. | Club                 |
| -- | --------------------- | -------------- | ---- | ----- | -------------------- |
| 1  | Gianluca Pagliuca     | Arquero        | 27   | 18    | U. C. Sampdoria      |
| 2  | Luigi Apolloni        | Defensa        | 27   | 1     | Parma                |
| 3  | Antonio Benarrivo     | Defensa        | 25   | 8     | Parma                |
| 4  | Alessandro Costacurta | Defensa        | 28   | 20    | A. C. Milan          |
| 5  | Paolo Maldini         | Defensa        | 25   | 51    | A.C. Milan           |
| 6  | Franco Baresi         | Defensa        | 34   | 77    | A.C. Milan           |
| 7  | Lorenzo Minotti       | Defensa        | 27   | 2     | Parma                |
| 8  | Roberto Mussi         | Defensa        | 30   | 2     | Torino               |
| 9  | Mauro Tassotti        | Defensa        | 34   | 5     | A. C. Milan          |
| 10 | Roberto Baggio        | Delantero      | 27   | 36    | Juventus F. C.       |
| 11 | Demetrio Albertini    | Centrocampista | 22   | 15    | A. C. Milan          |
| 12 | Luca Marchegiani      | Arquero        | 28   | 5     | S. S. Lazio          |
| 13 | Dino Baggio           | Centrocampista | 22   | 13    | Juventus F. C.       |
| 14 | Nicola Berti          | Centrocampista | 27   | 26    | F. C. Internazionale |
| 15 | Antonio Conte         | Centrocampista | 24   | 1     | Juventus F. C.       |
| 16 | Roberto Donadoni      | Centrocampista | 30   | 51    | A. C. Milan          |
| 17 | Alberigo Evani        | Centrocampista | 31   | 11    | U. C. Sampdoria      |
| 18 | Pierluigi Casiraghi   | Delantero      | 25   | 16    | S. S. Lazio          |
| 19 | Daniele Massaro       | Delantero      | 33   | 9     | A. C. Milan          |
| 20 | Giuseppe Signori      | Delantero      | 26   | 16    | S. S. Lazio          |
| 21 | Gianfranco Zola       | Delantero      | 27   | 6     | Parma                |
| 22 | Luca Bucci            | Arquero        | 25   | 0     | Parma                |
| DT | Arrigo Sacchi         |                |      |       |                      |

## Participación

### Primera fase
| Equipo  | Pts | PJ | PG | PE | PP | GF | GC | Dif |
| ------- | --- | -- | -- | -- | -- | -- | -- | --- |
| México  | 4   | 3  | 1  | 1  | 1  | 3  | 3  | 0   |
| Italia  | 4   | 3  | 1  | 1  | 1  | 2  | 2  | 0   |
| Irlanda | 4   | 3  | 1  | 1  | 1  | 2  | 2  | 0   |
| Noruega | 4   | 3  | 1  | 1  | 1  | 1  | 1  | 0   |

| 18 de junio de 1994, 16:00 | Italia | 0:1 (0:1) | Irlanda      | Giants Stadium, Nueva York                                                    |                                                                               |
|                            |        | Reporte   | Houghton 11' | Asistencia: 75.338 espectadores Árbitro(s): Mario van der Ende (Países Bajos) | Asistencia: 75.338 espectadores Árbitro(s): Mario van der Ende (Países Bajos) |

| 23 de junio de 1994, 16:00 | Italia        | 1:0 (0:0) | Noruega | Giants Stadium, Nueva York                                         |                                                                    |
|                            | D. Baggio 69' | Reporte   |         | Asistencia: 74.624 espectadores Árbitro(s): Helmet Krug (Alemania) | Asistencia: 74.624 espectadores Árbitro(s): Helmet Krug (Alemania) |

| 28 de junio de 1994, 12:30 | Italia      | 1:1 (0:0) | México     | RFK Memorial Stadium, Washington                                           |                                                                            |
|                            | Massaro 48' | Reporte   | Bernal 57' | Asistencia: 52.535 espectadores Árbitro(s): Francisco Lamolina (Argentina) | Asistencia: 52.535 espectadores Árbitro(s): Francisco Lamolina (Argentina) |

### Octavos de final
| 5 de julio de 1994, 13:00 | Nigeria     | 1:2 (1:0) | Italia                     | Foxboro Stadium, Boston                                                   |                                                                           |
|                           | Amunike 25' | Reporte   | R. Baggio 88', 102' (pen.) | Asistencia: 54.367 espectadores Árbitro(s): Arturo Brizio Carter (México) | Asistencia: 54.367 espectadores Árbitro(s): Arturo Brizio Carter (México) |

### Cuartos de final
| 9 de julio de 1994, 12:00 | España       | 1:2 (0:1) | Italia                        | Foxboro Stadium, Boston                                           |                                                                   |
|                           | Caminero 58' | Reporte   | D. Baggio 25' · R. Baggio 88' | Asistencia: 53.400 espectadores Árbitro(s): Sándor Puhl (Hungría) | Asistencia: 53.400 espectadores Árbitro(s): Sándor Puhl (Hungría) |

### Semifinales
| 13 de julio de 1994, 16:00 | Bulgaria             | 1:2 (1:2) | Italia             | Giants Stadium, Nueva York                                         |                                                                    |
|                            | Stoichkov 44' (pen.) | Reporte   | R. Baggio 21', 25' | Asistencia: 74.110 espectadores Árbitro(s): Joël Quiniou (Francia) | Asistencia: 74.110 espectadores Árbitro(s): Joël Quiniou (Francia) |

### Final
| 17 de julio de 1994 | Brasil | 0:0     | Italia | Rose Bowl, 12:30 PDT, Los Ángeles                                 |                                                                   |
|                     |        | Reporte |        | Asistencia: 94.194 espectadores Árbitro(s): Sándor Puhl (Hungría) | Asistencia: 94.194 espectadores Árbitro(s): Sándor Puhl (Hungría) |

| Tiros desde el punto penal |                          |     |                           |           |
| Márcio Santos              | Fallo de penal (Atajado) | 0:0 | Fallo de penal (Desviado) | Baresi    |
| Romário                    | Acierto de penal         | 1:1 | Acierto de penal          | Albertini |
| Branco                     | Acierto de penal         | 2:2 | Acierto de penal          | Evani     |
| Dunga                      | Acierto de penal         | 3:2 | Fallo de penal (Atajado)  | Massaro   |
|                            |                          | 3:2 | Fallo de penal (Desviado) | R. Baggio |
|                            |                          |     |                           |           |

### Participación de jugadores
| #  | Nombre                | Posición      | PJ | Min |   | Asist | Tiros  | Faltas |   |   |
| -- | --------------------- | ------------- | -- | --- | - | ----- | ------ | ------ | - | - |
| 2  | Luigi Apolloni        | Defensa       | 3  | 156 | 0 | 0     | 0      | 7-1    | 1 | 0 |
| 3  | Antonio Benarrivo     | Defensa       | 6  | 600 | 0 | 0     | 4      | 7-8    | 0 | 0 |
| 4  | Alessandro Costacurta | Defensa       | 6  | 570 | 0 | 0     | 8      | 12-7   | 2 | 0 |
| 5  | Paolo Maldini         | Defensa       | 7  | 690 | 0 | 0     | 4      | 6-8    | 1 | 0 |
| 6  | Franco Baresi         | Defensa       | 3  | 259 | 0 | 0     | 4      | 3-6    | 0 | 0 |
| 7  | Lorenzo Minotti       | Defensa       | 0  | 0   | 0 | 0     | 0      | 0-0    | 0 | 0 |
| 8  | Roberto Mussi         | Defensa       | 3  | 245 | 0 | 1     | 3      | 6-4    | 0 | 0 |
| 9  | Mauro Tassotti        | Defensa       | 2  | 180 | 0 | 0     | 0      | 3-2    | 0 | 0 |
| 10 | Demetrio Albertini    | Mediocampista | 7  | 615 | 0 | 3     | 10     | 11-10  | 3 | 0 |
| 13 | Dino Baggio           | Mediocampista | 7  | 561 | 2 | 0     | 15     | 8-11   | 1 | 0 |
| 14 | Nicola Berti          | Mediocampista | 7  | 464 | 0 | 0     | 7      | 8-6    | 0 | 0 |
| 15 | Antonio Conte         | Mediocampista | 1  | 75  | 0 | 0     | 0      | 4-2    | 0 | 0 |
| 16 | Roberto Donadoni      | Mediocampista | 6  | 535 | 0 | 2     | 15     | 5-13   | 0 | 0 |
| 17 | Alberigo Evani        | Mediocampista | 2  | 140 | 0 | 0     | 1      | 4-5    | 0 | 0 |
| 18 | Pierluigi Casiraghi   | Delantero     | 3  | 194 | 0 | 0     | 7      | 5-7    | 1 | 0 |
| 19 | Daniele Massaro       | Delantero     | 6  | 441 | 1 | 0     | 15     | 6-11   | 1 | 0 |
| 20 | Roberto Baggio        | Delantero     | 7  | 503 | 5 | 0     | 30     | 4-17   | 0 | 0 |
| 11 | Giuseppe Signori      | Delantero     | 6  | 395 | 0 | 0     | 11     | 6-9    | 0 | 0 |
| 21 | Gianfranco Zola       | Delantero     | 1  | 10  | 0 | 0     | 1      | 2-0    | 0 | 1 |
| #  | Nombre                | Posición      | PJ | Min |   | Prom. | Atajos | Faltas |   |   |
| 1  | Gianluca Pagliuca     | Portero       | 5  | 411 | 3 | 0     | 33     | 1-0    | 0 | 1 |
| 12 | Luca Marchegiani      | Portero       | 3  | 278 | 2 | 0     | 16     | 0-0    | 0 | 0 |
| 22 | Luca Bucci            | Portero       | 0  | 0   | 0 | 0     | 0      | 0-0    | 0 | 0 |